# Sereda lautana
Sereda lautana är en fjärilsart som beskrevs av James Brackenridge Clemens 1865. Sereda lautana ingår i släktet Sereda och familjen vecklare. Inga underarter finns listade i Catalogue of Life.